# Otra movida
Otra movida fue un programa de televisión que se emitió en la sobremesa de Neox. El programa se estrenó el 8 de agosto de 2011, continuando el mismo formato del programa que Tonterías las justas y con un equipo muy similar, y finalizó el 29 de junio de 2012 a causa de una estrategia por parte de Atresmedia que consistió en dedicar la programación propia a los canales principales (Antena 3 y laSexta).

## Historia
El viernes 3 de junio de 2011 el Grupo Antena 3 confirmó la compra de Tonterías las justas para emitirse en Neox. El formato pasaría a llamarse Otra movida. Este programa comenzó el lunes 8 de agosto a las 16:10, siendo el mejor estreno de un programa en la historia de la TDT y el estreno de mayor audiencia en Neox, obteniendo un 6,4% de cuota de pantalla y 758.000 espectadores en audiencia, con una pausa única de publicidad.
El programa cuenta con Florentino Fernández, Dani Martínez y Anna Simon como presentadores, y con la incorporación de la reportera Cristina Pedroche (sustituyendo a Romina Belluscio) y Raúl Gómez.
Como curiosidad, contaban los programas hacia atrás. Así, el programa 900 fue en realidad el número 100.
La semana que Otra movida cumplió los 100 programas (enero de 2012), se celebró una fiesta y el jueves de esa semana se estrenó el videoclip de "Ay si te enchufo", una parodia a la canción "Ai se eu te pego" de Michel Teló. Toda esta semana fue denominada "La semana del 900" (en alusión a que, como cuentan los programas hacia atrás el programa 100 sería denominado "900".
Todo el programa estaba guionizado, es decir, todo lo que se decía o hacía estaba por escrito. Además, se disponía de un teleapuntador para que todos pudieran hablar a cámara sin tener que apartar la mirada (aunque también disponían de un guion en papel). Si se salían del tema, el director del programa, que se encontraba dentro del plató y encima del público, pitaba con un silbato y sacaba una tarjeta amarilla. Esto se hacía en plan humorístico, pero servía para que se centraran todos en el contenido del programa.
El 19 de mayo de 2012 se anunció que Otra movida cerraría su etapa en Neox y gran parte de su equipo pasaría a La Sexta para realizar un nuevo proyecto diferente. Sin embargo, Dani Martínez, y Cristina Pedroche confirmaron que no estarían en el nuevo programa, ya que prepararían nuevos proyectos por separado para el futuro. La cadena de Planeta decidió no renovar el programa como parte de una estrategia del Grupo Antena 3 que consiste en destinar todos sus recursos de producción propia a sus dos canales principales: Antena 3 y La Sexta. Así, Otra movida emitió su último programa el viernes 29 de junio de 2012.

## Equipo del programa

### Presentador
- Florentino Fernández (conocido como Flo)

### Copresentadores
- Anna Simon
- Dani Martínez

### Reporteros
- Cristina Pedroche
- Raúl Gómez

### Realización
- Juan G. Rodríguez (Realización)
- David F. Rivas (Ayudante de realización)
- Christian Garnez (Grafista)
- Teresa Chaves (Edición)
- Pablo Mejías (Grafismo y edición)
- Pablo Silva (Edición)
- Gerard Escuer (Edición)

### Música
- José Manuel González Valderas (DJ Valdi)

### Colaboradores
- Bernat Barrachina "Berni"
- Álex
- Javier Durán "El Contable"
- Javi Valera
- Alejandro Alcaraz "El Notario"
- Kiko García
- José Juan Vaquero
- Miguel Martín
- Nacho García
- Manuel y Engracia (colaboradores en las primeras emisiones del programa)

## Secciones del programa
El programa se divide en secciones, que no siempre son las mismas en todos los programas:
- El diario de Anna. Anna Simon, con el guion en la mano se pone de pie junto al público como si fuera Sandra Daviú y junto con Florentino Fernández y Dani Martínez comentando los vídeos desde la mesa se ríen de las personas más frikis que han pasado por El diario de Patricia o El Diario.

- La hora Stefan. Álex Santana, Se dedicará a mostrar las fotos más polémicas y tontunas de la semana , gatos , perros okañas, vacas , nada se salvará de las "frikadas" de Álex Santana.

- Dame tu móvil. En esta sección, Cristina Pedroche pide el móvil a los invitados que vienen al programa y llama a alguien para gastarle una broma.

- Tu karaoke me suena. En esta sección Flo, Dani, Anna, Cristina y los invitados parodian canciones, disfrazándose de quienes las cantaban. Esta sección generalmente se realiza cuando los invitados que vienen están relacionados con el mundo de la música.

- Cristina Pedroche. En esta sección, Cristina presenta el reportaje que ha hecho.

- Invidentes. Flo, Dani y Anna se sientan alrededor de una mesa en el centro del plató y simulan que son videntes. Se muestran los fallos más ridículos de los videntes de los diversos programas de videncia que se emiten en televisión. Generalmente, se muestran fragmentos de los programas de videncia de Metropolitan, Marca TV y La Sexta.

- Me cambio de curro. En esta sección, Cristina Pedroche cambia de trabajo por un día y prueba nuevas profesiones, como por ejemplo jardinera o peluquera.

- Raúl Gómez. En esta sección, Raúl Gómez muestra sus bromas con cámara oculta que siempre hace en el Parque del Retiro de Madrid. Algunas veces sale a la calle y hace las bromas en directo.

- I love Jimmy Fallon. Javi V y El Notario (colaboradores del programa) intentan, con Flo, Anna, Dani y Cristina, batir un récord mundial. A veces, mandan los vídeos a Recordsetter.com,[7] página web que alberga récords mundiales. Antes esta sección se llamaba F*ck you Jimmy Fallon.

- El Piquerizador. Dani se viste con una camisa y una americana falsas, de atrezzo y, en el croma que hay en plató, simulan una máquina llamada "El Piquerizador", que hace que quien entra en ella hable como Pedro Piqueras, a quien parodian. En esta sección, Anna Simon cuenta una película, pero Dani, parodiando a Piqueras, destroza la historia. Hay un "doctor", llamado Doctor Doctor, que es quien se encarga de sacar a Dani del Piquerizador.

- Bocachanclas. Tres cómicos (José Juan Vaquero, Miguel Martín y Nacho García) compiten por contar una anécdota verdadera. Para que alguno de los tres cuente su anécdota, primero dan, cada uno, tres palabras clave de su anécdota. Cuando ya las han dicho todas, eliminan a uno, y para saber quién es el ganador, los dos que quedan dan un titular de su anécdota. Quien gana se pone una chaqueta roja que llevará hasta la siguiente semana.

- La flecha musical. En esta sección, Dani se pone en el croma del plató y canta una canción parodiando a varios personajes famosos diferentes. Al principio eran 3, y poco a poco ha ido aumentando el número hasta los 6 de ahora.

- Fíate de mí. Cristina gasta una broma a un famoso para hacer que se encuentren. Después, le tapa los ojos y se lo lleva a algún lugar, como puede ser una granja, por ejemplo a realizar alguna actividad curiosa.

- iMovidas. Kiko García presenta aplicaciones para iPads que, algunas veces, hacen simuladamente con un proyector. Cabe decir que al principio de su sección le trae algúnobsequio a Anna.

- Dani al aparato. El público manda correos a Dani Martínez, y este llama a las personas en directo para intentar ayudarles a resolver sus problemas. Por supuesto, esta sección tiene también un toque cómico.

- Haz reír al contable. En esta sección Flo llama a gente del público para que le hagan hacer reír al contable (una persona colaboradora del programa). En algunas ocasiones son los propios presentadores del programa los que intentan hacerle reír. Si lo consiguen, Flo gana la apuesta y, la persona que lo ha conseguido, gana una cantidad de dinero. Por lo contrario, el dinero lo ganaría el contable.

## Audiencia
El programa tuvo una media en esta primera y única temporada de casi 400.000 espectadores, en concreto han sido 398.000 los espectadores que se han "enganchado" a diario al programa de humor de Neox. El programa ha promediado un 3,1% de cuota de pantalla.